# Tremembé
Tremembé é um município brasileiro do estado de São Paulo, Região Metropolitana do Vale do Paraíba e Litoral Norte, Sub-região 2-Taubaté. É uma das dez cidades que integram a Região Imediata de Taubaté-Pindamonhangaba, sendo esta uma das cinco sub-regiões que integram a Região Intermediária de São José dos Campos. Localiza-se a uma latitude 22°;57'30" sul e a uma longitude 45º;32'58" oeste, estando a uma altitude de 560 metros. Sua população no último censo [2022]  era de 51.173 habitantes.

## Estância turística
Tremembé é um dos 29 municípios paulistas considerados estâncias turísticas pelo estado de São Paulo, por cumprirem determinados pré-requisitos definidos por Lei Estadual. Tal status garante a esses municípios uma verba maior por parte do estado para a promoção do turismo regional. Também, o município adquire o direito de agregar junto a seu nome o título de Estância Turística, termo pelo qual passa a ser designado tanto pelo expediente municipal oficial quanto pelas referências estaduais.

## História
Palavra de origem tupi - Tirime'mbé "Tere-membé", que pode ser 'Escoar Molemente' tanto significar água afamada, água boa para a saúde. A cidade foi batizada com esse nome, por causa tanto da quantidade de água ou cursos dela em sua geografia. O que podemos dizer é que há muitos possíveis significados pesquisados, como no sul, tremembé significar terreno alagado ou bacia encharcada. Em todos os seus possíveis significados, sempre se relaciona a excesso de água ou algo parecido.
O município por muito tempo sofreu com enchentes, causada principalmente pelo transbordamento do Rio Paraíba, inundando principalmente a várzea da cidade, conhecida hoje como aterrado, o que durante muito tempo destruiu plantações de arroz, principal fonte financeira da cidade. O curso do rio nessa parte da cidade, foi mudado na década de 70 pelo governo por esses motivos.
Supõe-se que os primeiros vestígios de povoação de Tremembé tenham sido simultâneos aos de Taubaté, por volta de 1600. Mas sabe-se que, em 1669, o capitão-mor Manuel da Costa Cabral, descendente dos nobres Cabral de Portugal, conseguiu permissão para erigir uma igreja no local onde já havia uma capela, em terras de sua propriedade. Assim surgiu o templo do Senhor Bom Jesus de Tremembé, que se tornou o Santo Padroeiro da povoação. Em 1672 foi celebrada a primeira Missa.
O Santo Milagroso logo teve sua fama espalhada. Com isso, peregrinos começaram a surgir, e muitos romeiros acabaram se estabelecendo ao redor da Igreja; também as condições climáticas e geográficas os favoreciam. A Lei Provincial n° 1, de 20 de fevereiro de 1866, elevou o povoado a freguesia. Em 19 de agosto de 1890, tornou-se distrito policial, e pelo decreto estadual n° 132, de 3 de março de 1891, pelo então juiz de Paz, José Monteiro de Queirós, foi elevado a distrito de Paz. Foi elevado a município pela Lei n° 458, em 26 de novembro de 1896, promulgada pelo presidente do estado, Manuel Ferraz de Campos Sales, desmembrando-se de Taubaté, graças aos esforços persistentes do coronel Alexandre Monteiro Patto.
A Lei Estadual n° 1038, de 19 de dezembro de 1905, elevou Tremembé à categoria de cidade. De acordo com a divisão administrativa dos anos de 1911 a 1933, e as territoriais, de 31 de dezembro de 1937, a lei estadual n° 9073, de 31 de março de 1938, decreta lei n° 14.334, de novembro de 1944, fixaram os quadros da divisão territorial, administrativa e judiciária do estado de São Paulo, o município de Tremembé consta de um só distrito, e de igual nome, e pertence ao termo judiciário da Comarca de Taubaté.
A Lei Estadual n° 8506 de 27 de dezembro de 1993, transforma em Estância Turística o município de Tremembé. A Lei Complementar n° 877, de 29 de agosto de 2000 eleva a categoria de Comarca judiciária de Primeira Entrância.

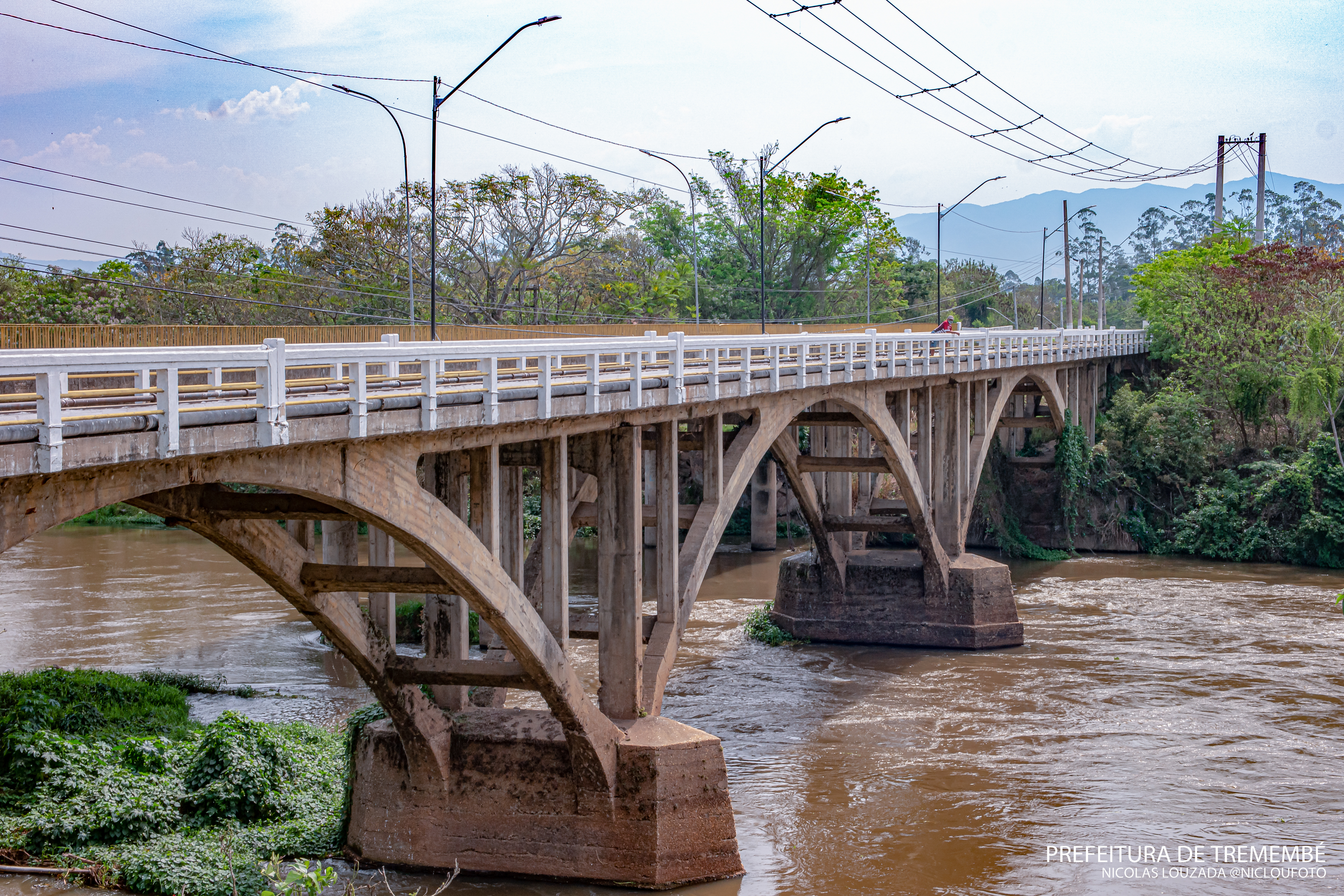
O rio Paraíba do Sul no trecho de Tremembé.

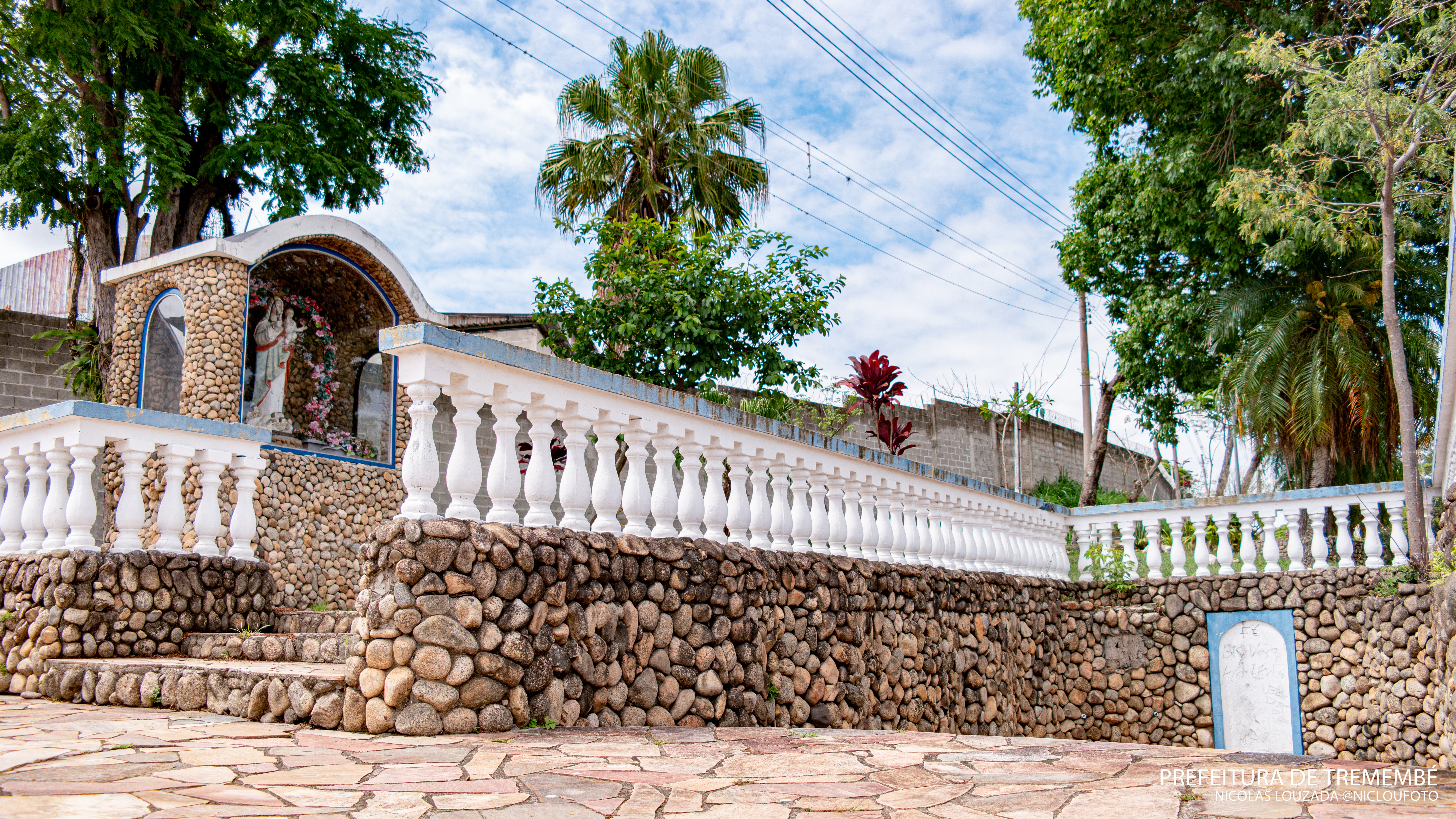
Bica da Gloria, um dos pontos turísticos da cidade.

## Geografia
Possui uma área de 191,094 km².
A maior extensão é de leste a oeste.
O seu território é marcado pela existência de áreas de várzeas onde são cultivadas grandes lavouras de arroz. Estas áreas são protegidas por leis ambientais que impossibilitam a sua ocupação de forma desordenada e urbana.
Em 2006, o rio Una transbordou, dessa vez no Bairro Padre Eterno, mudando seu curso e inundando casas.
Primitivamente Tremembé já foi ocupada pela tribo dos Guaianazes ou bugres. Os Guaianazes pertencem ao grupo dos Tupis, obviamente o motivo do possível significado do nome da cidade.
Os municípios limítrofes são Pindamonhangaba a norte e leste, Taubaté a sul, Monteiro Lobato a oeste e Santo Antônio do Pinhal a noroeste.
Abriga a Área de Relevante Interesse Ecológico(ARIE) Pedra Branca, de 183 ha, criada em 1987.
Outro traço marcante geológico do Município é a grande quantidade de Xisto Betuminoso existente. Além disso, existe grande exploração de areia ao longo do rio Paraíba que acarreta alarmante dano ao meio ambiente.

### Hidrografia
- Rio Paraíba do Sul
- Rio Una

### Rodovias
- SP-70
- SP-123
- BR-116

### Ferrovias
- Ramal de São Paulo (variante) da antiga Estrada de Ferro Central do Brasil[6]

## Política e administração
- Prefeito: Clemente Antônio de Lima Neto (PSDB) (2021/2024)[7]
- Vice prefeito: Carlos Alberto da Silva Tirelli (PTB) (2021/2024)[7]
- Presidente da Câmara: Ricardo Alexandre Toledo (PL) (2023/2024)[8]

## Economia
Possui o registro de quatro indústrias e duzentos e oitenta e quatro estabelecimentos comerciais.
Segundo dados do IBGE, é considerada como a maior cidade dormitório da RMVALE em proporção do total da população da cidade com a população economicamente ativa (PEA), onde 92% da PEA trabalha fora da cidade e o índice de desemprego atinge o alto índice de 37% da PEA.

## Infraestrutura

### Transportea
- ABC Transportes: linhas urbanas
- Pássaro Marron
- Viação Sampaio

### Comunicações
O sistema de telefones automáticos foi inaugurado na cidade em 1974 pela Telecomunicações de São Paulo (TELESP), que também implantou o sistema de discagem direta à distância (DDD) em 1974 com o código de área (0122). Anteriormente a cidade era atendida pela Companhia Telefônica Brasileira (CTB).
Na década de 90 o código DDD da cidade foi alterado para (012), para padronização do sistema telefônico com a telefonia celular que estava sendo implantada em todo o estado.

## Cultura e lazer

### Feriados municipais
Feriado municipal: 26 de novembro (Dia do Município) e 6 de agosto (Dia do Padroeiro).

## Religião
O Cristianismo se faz presente na cidade da seguinte forma:

### Igreja Católica
- A igreja faz parte da Diocese de Taubaté.[13]

### Igrejas Evangélicas
- Assembleia de Deus Ministério do Belém.[14][15]
- Congregação Cristã no Brasil.[16]